# Кервен, Альфред де
Альфред де Кервен (нем. и фр. Alfred de Quervain; 15 июня 1879, Ибеши — 13 января 1927, Цюрих) — швейцарский учёный-исследователь, геофизик, сейсмолог и гляциолог.  Разработал теодолит для аэрологических наблюдений с шаров-зондов, совместно с О. Пикаром  сконструировал и построил 21-тонный сейсмограф. В его честь названа горная вершина на Фоклендских островах.

## Биография
Родился 15 июня 1879 года в коммуне Ибеши. В 1901 произвёл серию подъёмов шаров-зондов в Петербурге и Москве для аэрологических наблюдений. В 1912—1913 принимал участие в   Швейцарской экспедиции в Гренландию. С 1915 года — профессор Цюрихского университета. Умер 6 января 1927 года  в Цюрихе.